# Crocidura ultima
Crocidura ultima là một loài động vật có vú trong họ Chuột chù, bộ Soricomorpha. Loài này được Dollman mô tả năm 1915.